# Філіпп Десме
Філіпп Десме (фр. Philippe Desmet, нар. 29 листопада 1958, Варегем) — бельгійський футболіст, що грав на позиції півзахисника.
Виступав, зокрема, за клуби «Варегем» та «Лілль», а також національну збірну Бельгії.

## Клубна кар'єра
Філіпп Десме розпочав виступи на футбольних полях у 1977 році в складі бельгійської команди «Варегем», в якій грав до 1986 року, взявши участь у 233 матчах чемпіонату.
У 1986 році Десме став гравцем французького клубу «Лілль». У складі французького клубу бельгійський півзахисник грав до 1989 року, був одним із основних гравців середньої лінії команди.
У 1989 році Десме повернувся до Бельгії, де до 1991 року грав у складі команд «Кортрейк», а в 1991 році став гравцем клубу «Шарлеруа». Завершив ігрову кар'єру у команді «Ендрахт», за яку виступав протягом 1991—1992 років.

## Виступи за збірну
1985 року дебютував в офіційних матчах у складі національної збірної Бельгії. У складі збірної був учасником чемпіонату світу 1986 року у Мексиці, на якому бельгійська команда зайняла 4-те місце. Загалом протягом кар'єри у національній команді, яка тривала 3 роки, провів у її формі 14 матчів, відзначившись 1 забитим м'ячем.